# La Estanzuela, Veracruz
La Estanzuela är en ort i Mexiko.   Den ligger i kommunen Tantoyuca och delstaten Veracruz, i den sydöstra delen av landet, 240 km norr om huvudstaden Mexico City. La Estanzuela ligger 122 meter över havet och antalet invånare är 595.
Terrängen runt La Estanzuela är platt. Runt La Estanzuela är det ganska tätbefolkat, med 72 invånare per kvadratkilometer. Närmaste större samhälle är Tantoyuca, 9,1 km sydost om La Estanzuela. Trakten runt La Estanzuela består till största delen av jordbruksmark.